# ایستگاه قطار شهری شهید جوان
ایستگاه قطار شهری شهید جوان (سلامت) یکی از ایستگاه‌های خط ۲ قطار شهری مشهد است که در انتهای بلوار فکوری قرار دارد.